# أبو حصيص
أبو حصيص؛ هي بلدة تتبعُ لمحافظة الأحساء في المنطقة الشرقية في المملكة العربية السعودية.

## الموقع
تقع جبل أبو حريص على بعد 20 كيلومترا شرق مدينة الهفوف، و50 كيلومترا شمال شرق جبل القارة، وتقع شرق قرية التويثير.

## السكان
في عام 2011، بلغ عدد السكان في أبو حصيص 154 نسمة.

## المرافق
يبلغ عدد منازل أبو حصيص 25 منزلًا.

## جبل أبو حصيص
يعتبر جبل أبو حريص من أحد الجبال الواقعة في واحة الأحساء، حيث يوجد في الواحة جبال مثل جبل القارة، وجبل الأربع، وجبل الشعبة، ولكنه يعتبر أصغرهما. يتميز الجبل بمغارته، وتشيكلاته الصغرية، وهواءئه البارد. يقع في الجهة الشمالية الشرقية من قرية التويثير، ويحده من جهة الشمال رمال المنتزة الوطني، يحده من جهة الشرق نخيل أبو العنوز والدويكية، ومن جهة الغرب نخيل التويثر وقرية القارة. تكوين الجبل الصغري يشبة العين، يطلق علي الجبل أيضًا كهف أبو حصيص.